# Denis Thwaites
Denis Thwaites (Stockton-on-Tees, 14 dicembre 1944 – Susa, 26 giugno 2015) è stato un calciatore inglese.

## Biografia
Il 26 giugno 2015, insieme alla moglie Elaine, è una delle vittime dell'attentato di Susa che ha causato 39 morti.

## Caratteristiche tecniche
Molto dotato, soffriva però di attacchi di nervi ed aveva difficoltà a giocare di fronte a platee numerose.

## Carriera
Cresciuto nel Birmingham City, entrò nel giro della prima squadra a partire dal 1961, esordendovi nella First Division 1962-1963. Con i blues Thwaites si aggiudica la Football League Cup 1962-1963, pur non giocando le finali con i rivali cittadini dell'Aston Villa.
Nella stagione 1964-1965 retrocede in cadetteria a causa del ventiduesimo ed ultimo posto in campionato.
Nella Second Division 1965-1966 fu il terzo marcatore stagionale del suo club con nove reti.
Nella stagione 1971-1972 Thwaites con i suoi ottiene il ritorno massima serie grazie al secondo posto ottenuto in campionato.
Lasciato il calcio professionistico nel 1972, a metà anni milita nel Rover FC di Solihull.

## Palmarès
- Coppa di Lega inglese: 1

Birmingham City: 1962-1963